# Jazztime
Jazztime ist eine Schweizer Zeitschrift, die sich mit den Themen Jazz und Blues beschäftigt. Sie publiziert zu diesem Musikgebiet monatlich einen umfangreichen Veranstaltungskalender für die Schweiz und das grenznahe Ausland sowie Bandporträts in der Rubrik «A bis Z» und Hinweise auf CD-Neuheiten.

## Geschichte und Ausrichtung
Jazztime wurde 1981 von Eduard Keller gegründet, der die Zeitschrift bis zu seinem Tod 2013 herausgab. Dann  übernahm sein Sohn Adrian Keller die Verlagsleitung, legte diese jedoch 2022 in andere Hände.
Jazztime berichtet regelmässig über die Schweizer Musikhochschulen und wird auch von Veranstaltern für die Programmgestaltung genutzt.
Im November 2018 führte Jazztime ein neues Layout sowie die Swiss Jazz & Blues Card ein, mit der Abonnenten Vergünstigungen bei Veranstaltungen erhalten.
Jazztime engagiert sich zusammen mit der Zeitschrift Jazz’n’more und weiteren Initianten mit einer Petition gegen die aus Spargründen zur Diskussion stehende Abschaffung der SRF-Spartenradios.